# کتابخانه امپراتوری (ژاپن)

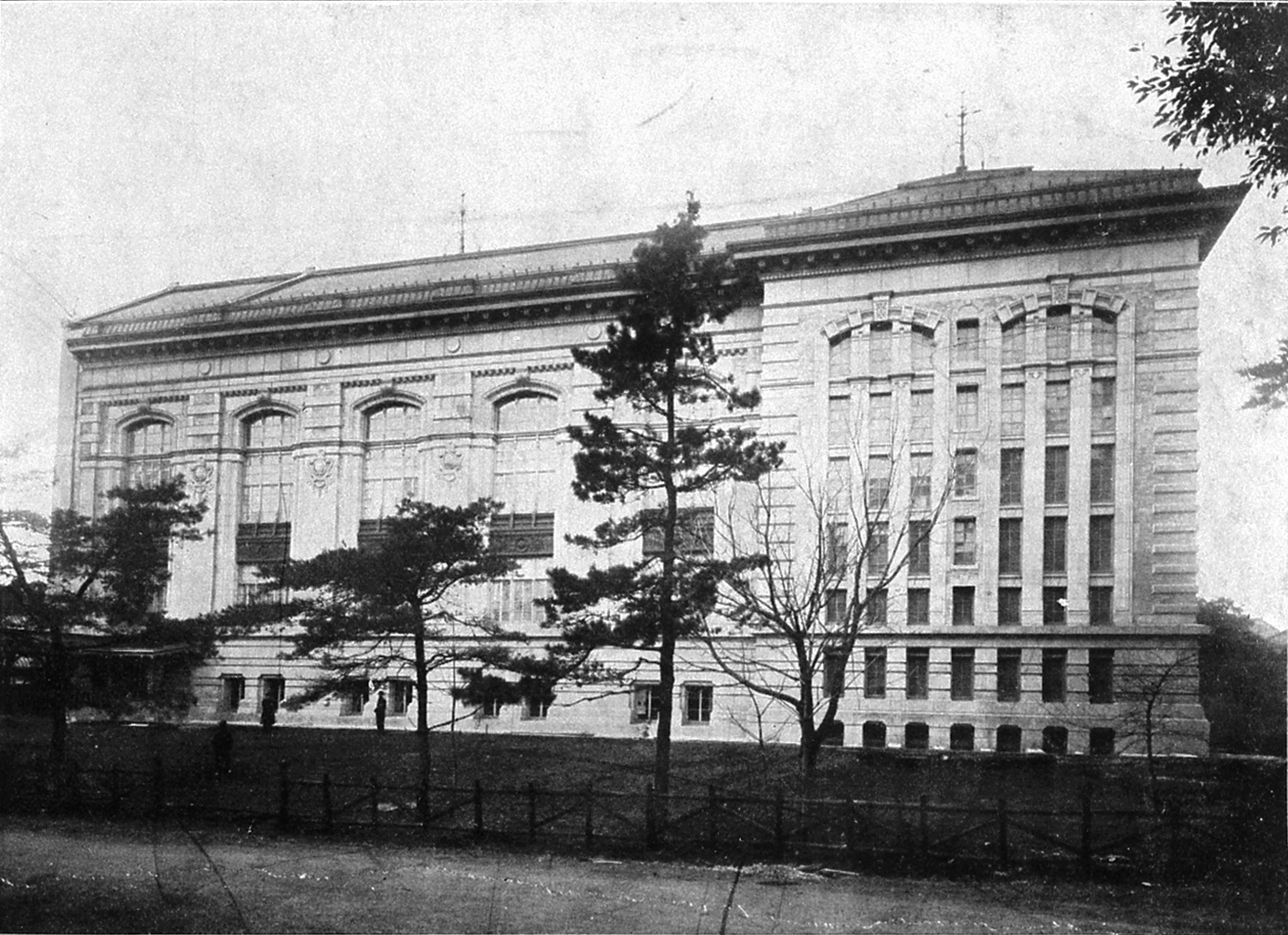
کتابخانه امپراتوری ژاپن در سال ۱۹۱۱

کتابخانه امپراتوری (به ژاپنی: 帝国図書館, Teikoku Toshokan)، کتابخانه امپراتوری ژاپن در سال ۱۸۷۲ تأسیس شد. قبل از جنگ جهانی دوم، این تنها کتابخانه ملی در ژاپن بود. این یکی از پیشینیان کتابخانه شورای ملی ژاپن است.
این کتابخانه تا ۳۱ مارس ۱۹۰۸، ۲۴۴۴۸۳ کتاب داشت که ۱۹۴۵۰۰ کتاب ژاپنی و چینی زبان را شامل می‌شد.
پس از پایان جنگ جهانی دوم، کتابخانه امپراتوری در دسامبر ۱۹۴۷ به کتابخانه ملی تغییر نام داد. ساختمان سابق کتابخانه امپراتوری ژاپن اکنون کتابخانه بین‌المللی ادبیات کودکان را در خود جای داده است.